# Eugène-Henri-Jaques Pagézy
Eugène-Henri-Jaques Pagézy, francoski general, * 1875, † 1946.